# Archidiecezja Semarang
Archidiecezja Semarang (łac. Archidioecesis Semarangensis, indonez. Keuskupan Agung Semarang) – rzymskokatolicka archidiecezja ze stolicą w Semarang w prowincji Jawa Środkowa, w Indonezji. Arcybiskupi Semarang są również metropolitami metropolii o tej samej nazwie.
W 2010 w archidiecezji służyło 794 braci i 1238 sióstr zakonnych.

## Sufraganie
Sufraganiami arcybiskupa Semarang są biskupi diecezji:
- Malang
- Purwokerto
- Surabaya.

## Historia
25 czerwca 1940 papież Pius XII bullą Vetus de Batavia erygował wikariat apostolski Semarang. Dotychczas wierni z tych terenów należeli do wikariatu apostolskiego Batavii (obecnie archidiecezja dżakarcka).
3 stycznia 1961 papież Jan XXIII podniósł wikariat apostolski Semarang do rangi archidiecezji metropolitarnej.
W październiku 1989 archidiecezję odwiedził papież Jan Paweł II.

## Arcybiskupi
- Albert Soegijapranata SI (1940 – 1961 wikariusz apostolski, 1961 – 1963 arcybiskup)
- kard. Justinus Darmojuwono (1963 – 1981) kreacja kardynalska w 1967
- kard. Julius Darmaatmadja SI (1983 – 1996) kreacja kardynalska w 1994; następnie mianowany arcybiskupem Dżakarty
- Ignatius Suharyo Hardjoatmodjo (1997 – 2009) następnie mianowany koadiutorem arcybiskupa Dżakarty
- Johannes Pujasumarta (2010 – 2015)
- Robertus Rubiyatmoko (od 2017)